# Alfredo Marte
Alfredo Marte (né le 31 mars 1989 à Saint-Domingue, République dominicaine) est un voltigeur des Ligues majeures de baseball.

## Carrière
Alfredo Marte signe son premier contrat professionnel en 2005 avec les Diamondbacks de l'Arizona. 
Alors qu'il évolue dans les ligues mineures, Marte est suspendu pour les 50 premiers matchs de la saison 2011 après un contrôle antidopage positif ayant révélé la présence de stanozolol, un stéroïde anabolisant.
En juillet 2012, il participe au match des étoiles du futur à Kansas City.
Marte, qui n'a joué qu'au niveau Double-A des ligues mineures en 2012, entreprend la saison suivante dans l'effectif des Diamondbacks et fait ses débuts dans le baseball majeur le 2 avril 2013. Il joue 66 matchs au total pour Arizona en 2013 et 2014. 
Le 7 octobre 2014, il est réclamé au ballottage par les Angels de Los Angeles. Il apparaît dans 5 matchs des Angels en 2015.
Il est mis sous contrat par les Orioles de Baltimore le 15 décembre 2015.